# Asplenium kuemmerlei
Asplenium kuemmerlei är en svartbräkenväxtart som först beskrevs av Vida, och fick sitt nu gällande namn av Hiroaki Soó. Asplenium kuemmerlei ingår i släktet Asplenium och familjen Aspleniaceae. Inga underarter finns listade.